# Бања Лука
Бања Лука или Бањалука је насељено мјесто у Републици Српској и сједиште истоимене територијалне јединице у Босни и Херцеговини. Представља политички, административни, финансијски, универзитетски и културни центар Републике Српске. Према попису из 2013. било је 135.059 становника, односно 180.053 у ширем подручју. Налази се у средишту Босанске Крајине, на сјеверозападу Босне.
Рат у Босни и Херцеговини (1992—1995) довео је до масовних људских и инфраструктурних губитака. У овом граду и његовој околини преплитале су се различите културе, обичаји и утицаји. Све то је оставило трага на архитектури појединих дијелова града, али и на великом броју културно-историјских споменика као свједока различитих епоха и људског стваралаштва. Због многобројних зелених површина (паркова и алеја), Бања Лука је позната као град зеленила. Дан града Бања Луке је 22. април. На тај дан је 1945. године Шеста крајишка бригада, на челу са командантом Миланчићем Миљевићем, умарширала тријумфално у Бања Луку, ослободивши је од фашиста.
Бaња Лука је снажан привредни центар са развијеном машинском, текстилном, прехрамбеном, дрвопрерађивачком и електроиндустријом. У граду се налазе Универзитет у Бањој Луци и Универзитетски клинички центар Републике Српске, као и бројне ентитетске и државне институције за Републику Српску и Босну и Херцеговину. Лежи на ријеци Врбас и позната је у земљама бивше Југославије по томе што је препуна дрвореда, тргова, башта и паркова. Године 2018. проглашена је за европски град спорта.

## Име
Град се под данашњим именом први пут помиње 1494. године када угарски краљ Владислав II Јагелонац, у повељи упућеној локалним заповједницима Јајачке бановине, наводи име Јураја Микулашића као каштелана Бање Луке. Лингвисти сматрају да је име града настало од ријечи „бан” (односно, архаичног придјева „бања”, у значењу „банова”) и „лука”, при чему је лука означавала ливаду у близини воде. Град се налазио на подручју Горњег шехера, данас Српских топлица, с лијеве и десне стране Врбаса.
Име града се појављује у два једнако призната књижевна облика: као Бȃњā Лу́ка (вишечлани назив) и Бањалу́ка (сложеница), који се различито акцентују и деклинирају, а што утиче и на облик ријечи које се од њих изводе. Уколико се ради о вишечланом називу, деклинирају се обје ријечи, на сљедећи начин:
| Падеж        | Облик       |
| ------------ | ----------- |
| Номинатив    | Бања Лука   |
| Генитив      | Бање Луке   |
| Датив        | Бањој Луци  |
| Акузатив     | Бању Луку   |
| Вокатив      | Бања Луко   |
| Инструментал | Бањом Луком |
| Локатив      | Бањој Луци  |

Присвојни придјев од овог облика гласи бањолучки.
Међутим, наведени облик се користи претежно у званичној употреби, док је у свакодневној комуникацији много чешћа сљедећа употреба:
| Падеж        | Облик     |
| ------------ | --------- |
| Номинатив    | Бањалука  |
| Генитив      | Бањалуке  |
| Датив        | Бањалуци  |
| Акузатив     | Бањалуку  |
| Вокатив      | Бањалуко  |
| Инструментал | Бањалуком |
| Локатив      | Бањалуци  |

Присвојни придјев у овом случају гласи бањалучки.

## Историја
У граду и његовој околини откривена су богата археолошка налазишта која говоре о прастановницима простора око Врбаса. На простору тврђаве Кастел, у данашњем средишту града, пронађен је знатан фонд каменог оруђа и оружја за које се претпоставља да се користило у млађем палеолиту. На истом мјесту утврђено је постојање баденског насеља из нешто млађег периода, енеолита (између 2000. и 1800. године п. н. е.). Поред остатака кућа са дрвеном конструкцијом, облијепљених блатом, откривени су и керамички предмети типични за тај период, као што су шоље са високим цилиндричним вратом и орнаментима, те купасти глинени тегови, који су могли служити у риболову или у примитивној технологији ткања.
Римски војсковођа Германик заузео је подручје данашње Бање Луке првих година нове ере, након гушења Батоновог устанка. На мјесту Кастела био је подигнут римски војни логор, утврђење Кастра (лат. Castrum Castra), поред кога је никло и цивилно насеље. Публије Корнелије Долабела, намјесник цара Тиберија у провинцијама Илирик и Далмација, изградио је око 20. године Пут соли који је повезивао Салону са Сервицијумом, а Кастра је постала важно урбано насеље на том путу. То се може закључити по налазима касноантичког новца, керамике, камена, остатака циглана, зграда и гробница у граду и оближњим селима. У близини Кастела је пронађен Јупитеров жртвеник из другог вијека, који се чува у сарајевском Земаљском музеју. Римљани су спознали и користили љековита својства термоминералних вода у Српским топлицама, те на извориштима у околини града — Слатини и Лакташима.

### Османско царство
Османлије су освојиле Бању Луку 1528. године. Град се снажније развијао од 1553. године, када је сједиште Босанског санџака премјештено из Сарајева у Бању Луку. Први санџак-бег у Бањој Луци био је Софи Мехмед-паша. У његово вријеме се нагло повећао обим трговачких послова, саграђене су ћуприје преко Врбаса и караван-серај. У периоду од 1579. до 1587. године Ферхат-паша Соколовић је изградио чаршију на идеалном простору за развој насеља, на ушћу ријеке Црквене у Врбас (Доњи Шехер). Тада је подигнуто 216 јавних грађевина, од којих су најпознатије: џамија Ферхадија, караван-сарај, око 200 занатских и трговачких дућана, те амбари за жито. Године 1583, Бања Лука је постала сједиште Босанског пашалука, што је била све до 1639. године.
У вријеме аустријско-турских ратова, Бања Лука је била више пута пустошена, а њено становништво побијено или растјерано. Нарочито је значајна битка која се водила око бањолучке тврђаве 1737. године, у којој су обје стране претрпјеле велике губитке. Бању Луку су поред војничких похода пустошиле и велике епидемије куге, од којих је највећа била она између 1813. и 1816, као и чести разорни земљотреси. Крајем турске владавине град је имао 1.126, кућа од којих су 103 биле у српској вароши. Значајан је пут, широких габарита, изведен плански 1860. године - данашња улица Краља Петра I. Изградњом своје трговине у Бањалуци, зграде Албанија, 1863. трговац Тома Радуловић ударио је темеље изградњи и урбанизацији улице која данас представља најпрометније бањалучко шеталиште и трговачку улицу - Господска улица (Улица Веселина Маслеше). Овај период бањолучке прошлости обиљежио је и Васо Пелагић, први управник православне богословије, основане 1866. године. Пелагић је за школске потребе и ради ширења просвјете у народу штампао 1867. године у Београду „Руковођу за српско-босанске, херцеговачке, старосрбијанске и македонске учитеље”. Примио је чин архимандрита да би заштитио Богословију у Бањој Луци од противника из редова све три вјере, којима се није допадао његов слободоуман школски програм. Муслиманска средња школа првог степена, руждија, почела је са радом 1862. године. Бањалука добија телеграф 1866. године. Жељезничка пруга у Бањалуци свечано је отворена 14. децембра 1872. према једним, односно 17. јануара 1873. године према другим изворима, када Бања Лука добија и жељезничку станицу Предграђе, а изградњом жељезничке станице у центру града, Бањалука добија директну жељезничку везу са Бечом и Будимпештом.

### Аустроугарска
Године 1878, Бању Луку је окупирала Аустроугарска. Иако је за вријеме турске власти била административни центар регије, Бања Лука је аустроугарску окупацију БиХ дочекала као заостало оријентално насеље са мање од 10.000 становника. Под новом влашћу град је значајно напредовао. Добио је нове саобраћајнице, водовод, канализацију, електричну расвјету (прва електрична сијалица засијала 1899, а од 1902. снабдијева се и сам град), а развијале су се и привреда и трговина. Жељезничким путем се извлачило дрвно богатство, које се пласирало даље у све крајеве „Двојне монархије”. За вријеме аустроугарске владавине отворена је , прва болница (1879), Српска читаоница, у дотадашњој згради поште (1879),  трговачка школа (1885), фабрика дувана (1888), жељезничка станица, са директном линијом за Беч и Будимпешту (1891), прва градска штедионица (1894), гимназија („Велика реалка”, 1895) и дрвопрерађивачко предузеће „Босна холц”. Први аутомобил у Бањалуку дошао је 1908. године. Први биоскоп у Бањалуци, "Електро-биоскоп", отворио је 1911. године Мориц Готлиб, часовничар и јувелир, а прве кадрове Бањалуке ухватило је предузеће "Пате Фрер". У периоду 1884-1897, град добија знатан број трговина, продавница и разноврсних радњи, а 1881. године основано је рударско друштво "Босна". Аустроугарски генерал Алфред фон Јелзон је покренуо акцију садње дрвореда, у којој је до 1885. године засађено 4.714 стабала, а Бања Лука постала препознатљива по својим алејама, чија је укупна дужина тада износила 17 km. Данашња улица Веселина Маслеше, позната и као Господска улица, крајем 19. и почетком 20. вијека поприма свој коначан изглед. Доласком аустро-угарске власти, град напредује у смислу урбанизације, а све чешћи су примјери европске архитектуре. Најчешћи стилови у архитектури тадашњих грађевина, осим вјерских објеката, неоренесанса, класицизам и сецесија. Многи од тих објеката, трговачких, стамбених, културних, угоститељских и објеката друге намјене, заувијек су изгубљени разарањима из Првог и Другог свјетског рата и разорног земљотреса 1969. године. Најзначајнији Бањолучанин тог времена је свакако писац и народни трибун Петар Кочић, рођен у оближњим Стричићима на планини Мањачи, који је оставио велики и трајни печат у културном и политичком животу овог краја, као и у српској књижевности уопште.
Почетак Првог свјетског рата у Бањој Луци обиљежио је Велеиздајнички процес. Наиме, по објављивању рата Србији, Аустроугарска је у овом граду похапсила 156 виђенијих Срба и оптужила их за велеиздају. Коначном пресудом, изреченом 1916. године, 16 лица осуђено је на смрт, а 87 их је добило затворске казне. Помиловање осуђених на смрт успио је да издејствује Алфонсо XIII, тадашњи краљ Шпаније, и то преко своје мајке, Марије Кристине, која је била поријеклом са аустријског двора. Захвална Бања Лука и данас има улицу у самом центру града која носи име овога владара. Аустроугарска власт у Бањој Луци окончана је уласком српске војске у град 21. новембра 1918. године.

### Краљевина Југославија
"Златно доба Бањалуке", историјски период града у којем се убрзано развијао, поготово за вријеме управе енергичног и предузетног Бана Светислава Тисе Милосављевића, првог бана тадашње Врбаске бановине, гдје Бања Лука постаје главни град. Тада су изграђене зграде: термоелектрана на Лаушу (1923), Хигијенски завод (основан 1929), бетониран Градски мост (1930), Банска управа (1931), Бански двор (1932), хотел Палас (1933), Хипотекарна банка (1936), Соколски дом (освећен 1937), бановинска болница, Народно позориште Врбаске бановине (1930),  музички павиљон, прва јавна телефонска говорница (1937) и Црква Свете Тројице, освештана на Спасовдан, 18. маја 1939. године, која је срушена у њемачком бомбардовању (данас Саборни храм Христа Спаситеља). Према једном новинском чланку, до 1937. подигнуто је 700 нових зграда за процењених пола милијарде динара. Године 1931. било је предложено успостављање трамвајске линије, али је приједлог одбијен, уз образложење "да Бањалуци не треба трамвај и да има пречих потреба". Асфалтирано је неколико улица, а Бања Лука је добила и електричну расвјету и телефон. Отворен је велики број нових школа (Нижа пољопривредна школа, 1923), Етнографски музеј Врбаске бановине (1930), подигнут Градски парк, те изграђен градски мост (мост града Патре), један од првих пројеката инжeњера Бранка Жежеља. У архитектури, осим вјерских објеката, све чешће се примјењује стил модерне и баухауса, иако још увијек не изостају неоренесанса, класицизам и сецесија. Центар града попримио је свој коначан изглед, са репрезентативним објектима и широким, модерним улицама и модерним градским парком (данашњи Парк Петра Кочића), што даје Бањој Луци изглед модерног европског града. Све то је утицало и на процват културног живота Бање Луке.

### Други свјетски рат
Напредак града зауставио је Други свјетски рат и њемачко бомбардовање 9. априла 1941. са великим разарањима, а потом и савезничко бомбардовање 1944. У Другом свјетском рату Бања Лука је била у оквиру Независне Државе Хрватске. Многе српске и јеврејске породице су протјеране, а неке од њих су завршиле у концентрационом логору Јасеновац. Некада бројна јеврејска заједница (углавном Сефарда) у Бањој Луци готово сасвим је нестала. Припадници „Поглавниковог тјелесног сдруга” (Павелићеве гарде) и VIII Усташке бојне (батаљона), починили су у зору 7. фебруара 1942. у бањолучким насељима Дракулић, Шарговац и Мотике, најмасовнији једнодневни покољ у Другом свјетском рату. У овом масакру хладним оружјем је убијено око 2.500 мушкараца, жена и дјеце српске националности. Починиоце овог покоља предводио је натпоручник (капетан) Јосип Мишлов у пратњи петрићевачког жупника, фратра Томислава Филиповића. Преживјело је врло мало свједока, а овај покољ је за вријеме СФРЈ деценијама минимизиран и заташкаван. У Бањој Луци је одмах након окупације одузета сва имовина Српске православне црквене општине, Епархијског савјета и црквеног суда, Погребног друштва „Св. Пантелија”, Српске читаонице, Дома краља Петра, Соколског дома, Српске земљорадничке и кредитне задруге, Српског пјевачког друштва „Просвјете”, Српског кредитног завода, Кола српских сестара, Сељачког кола и других. Вриједност заплијењене имовине износила је предратних 40 милиона динара. О процесу присилног покатоличавања Срба говори податак часописа Врхбосна, службеног гласила Врхбосанске надбискупије, према којем је у Бањолучкој бискупији број пријелаза на католичку вјероисповијест за само неколико седмица премашио 70.000. Порушен и осиромашен, град је ослобођен 22. априла 1945. Године 1961. на оближњем Бањ брду подигнут је споменик у знак сјећања на неколико хиљада крајишких бораца који су погинули у Другом свјетском рату.

### СФР Југославија
Живот Бање Луке у социјалистичком југословенском раздобљу могао би се подијелити у два периода: од 1945. до разорног земљотреса 1969. и од 1969. до избијања рата у Босни и Херцеговини. До 1948. у Бањој Луци је основано тридесет државних (општенародних) предузећа, међу којима и: „Руди Чајавец”, „Крајина”, „Витаминка”, „Аутопревоз”... Предузеће „Сточар” проглашено је 1950. најбољим откупним предузећем у Југославији. Послије ослобођења активне су биле: Комунистичка партија Југославије, Народни фронт, Савез синдиката, Савез социјалистичке омладине, Савез бораца, Антифашистички фронт жена и још неке организације. Градско средиште се територијално ширило а упоредо с тим и водоводна и канализациона мрежа. Градска расвјета је располагала са 150 класичних расвјетних тијела у неком првобитном периоду након ослобођења а 1965. постојало је већ 1500 расвјетних тијела. У оквиру традиционалних и основних градских привредних дјелатности — занатства и трговине, главне постратне промјене односиле су се на нови својински карактер производних средстава. Дакле, укинуо се приватни и успоставио општедруштвени сектор. Основана су нова занатска предузећа: „1. мај”, „29. новембар”, „22. децембар”, „Елмонт”, „Пољоремонт”, „Нова радиност”...
Најтежи ударац у послијератном периоду (СФРЈ) граду је задао катастрофални земљотрес 1969. године, након којег је град коначно добио данас свој препознатљиви изглед и значај. Година 1969. дубоко је урезана у историју града и свијест становништва. Најразорнији удар погодио је град 27. октобра 1969. године. Почело је у ноћи 26. октобра у 2.55 ч. јаким „претходним ударом”; подрхтавање се наставило до 8.53 ч. када је град погодио земљотрес јачине 8° Меркалијеве скале, односно 6° Рихтерове скале с епицентром у самом центру града (гдје се данас налази зграда робне куће „Боска”). Захваљујући правовременим мјерама, број људских жртава је сведен на минимум (15 погинулих, а близу 1.000 рањених). Материјална штета је била огромна. Укупно је оштећено 112 привредних организација, 36.267 станова, 131 школска зграда, сви објекти културе, социјалне заштите, јавних служби. Медицински центар је до темеља срушен. Привреда је претрпјела значајне губитке. Након земљотреса је дошло вријеме велике обнове града, када је изграђено мноштво нових објеката и стамбених насеља.
Године 1971. насељено мјесто Бања Лука је увећано припајањем дотадашњих насеља Брда, Буквалек, Чесма, Чифлук, Делибашино Село, Дервиши, Мађир, Новаковићи, Петрићевац, Пресначе, Ребровац, Шибови, Врбања и Вујиновићи, те дијела насељеног мјеста Дракулић. Ово припајање је извршено прије пописа становништва 1971. године, па је тако у периоду од 1961. до 1971. године забиљежен највећи раст броја становника насељеног мјеста Бања Лука, са 50.650 на 90.831.

### Скорашња историја
За вријеме ратног сукоба на подручју БиХ 1992—1995. у Бањој Луци није било директних дејстава, али је дошло до значајних промјена у националној структури становништва. У град је дошао велики број избјеглих и расељених Срба, а из њега је исто тако избјегао велики број Хрвата и Бошњака. Поред тога, овај период бањолучке историје обиљежио је још један трагичан догађај. Од 22. маја до 19. јуна 1992. године у Клиници за дјечје болести у Бањој Луци умрло је 12 новорођенчади. Свима је кисеоник за инкубаторе био неопходан. Због прекида коридора кроз Посавину према Србији, усљед свакодневних борби, била је онемогућена достава кисеоника копненим путем, којим је Бања Лука до тада била снабдијевана.
Једина могућност допремања кисеоника била је ваздушним путем, али је на снази била забрана летења изнад БиХ. Авион са боцама кисеоника је на Батајничком аеродрому неколико дана чекао посебно одобрење за полијетање од Савјета безбједности УН. Упркос бројним апелима за помоћ, ово одобрење никада није стигло.
Оснивањем Републике Српске, Бања Лука, као највеће градско насеље овог ентитета, постала је сједиште већине републичких институција. Године 2007. у Бањој Луци је свечано отворен Административни центар Владе Републике Српске.

## Привреда
Током римске у праве, преко подручја Бање Луке пролазио је пут Салона-Сервицијум. Под турском влашћу пут је од Градишке водио до Бање Луке, а затим је скретао према западу и преко Змијања и Мркоњић Града водио ка Далмацији. Привреда Бање Луке у турском периоду заснивала се на аграрној производњи, занатству и трговини. Од 1554. за бањалучку трговину био је значајан Духовски вашар, на који су долазили трговци са цијелог Балкана. Софи Мехмед-паша саградио је 69 дућана и три млина, а Ферхат-паша Соколовић подигао је безистан и око 200 занатских и трговинских радњи. Посебно су били развијени абаџијски, табачки, златарски, ковачки, пушкарски, сарачки, терзијски и ћурчијски занат. Изграђен је први водовод за потребе хамама. Током ХУIII вијека у Бањој Луци је постојала радионица за израду топова и топовске ђулади. Према извјештајима француског и аустријског конзулата, у првој половини XIX вијека Бањалучани су се бавили воћарством и сточарством, а од пољопривредних култура највише су гајили кукуруз и дуван. У другој половини XIX вијека трговина и занатство брже су се развијали, а поједини трговци почели су да отварају гостионице. Прије 1866. Бања Лука је добила телеграф. Прва пруга у БиХ, која је 17. јануара 1873. пуштена у рад, била је пруга Бања Лука-Добрљин. Изградњом пруге Сисак-Добрљин, 1882. године, Бања Лука је повезана са Бечом и Будимпештом. Године 1891. подигнута је зграда Жељезничке станице, а нова је изграђена 1968. на периферији града. Године 1902. Бања Лука је добила телефонску мрежу. Градски водовод, спроведен са извора Суботица, саграђен је 1908. године. Од аустроугарске окупације дошло је до промјена у бањалучкој занатској и трговинској дјелатности. Занатство је потиснуо увоз јефтине индустријске робе из Монархије, а на трговину је утицало укључивање БиХ у аустроугарски царински систем. "Фабрика дувана" отворена је 1888, а угљенокоп на Лаушу 1897. године. Значајан утицај на привредни развој Бање Луке и околине имао је трапистички самостан Марија Звијезда. Подигли су циглану (1869), сушницу за воће, малу сирану и парни млин (1872), пивару (1873), фабрику туткала (1877), воћни и шумски расадник, сукнару са предионицом и ткаоницом (1878), штампарију са картонажом и књиговезницом, бачварску, столарску и коларску радњу (1879). Током осамдесетих и деведесетих година проширили су сирану и пивару, те отворили кожару (1892), фабрику сточне хране (1893), фабрику боја (1898) и хладњачу (1899). У оквиру самостана почела је 1899. да ради хидроелектрана на Врбасу, а 1910. набављене су веће, јаче турбине. Столарска радионица и силос за пшеницу подигнути су 1901, а нови млин 1910. године. Траписти су донијели напредне пољопривредне технике, нове расе стоке и сорте усјева. У оквиру самостане ког комплекса радили су Ветеринарско-пастувско станиште и Пољопривредни завод. Земаљска влада за БиХ основала је 1894. Прву бањалучку штедионицу, у којој су акционари били, поред владе, општина, чиновници и грађани свих конфесија. Године 1899. отворена је испостава Привилеговане земаљске банке за БиХ, која је 1903. претворена у филијалу. Бањалучки Срби основали су Српски кредитни завод (1904), а муслимани Муслиманску банку (1911). Тада је отворена и Банка за трговину и обрт, коју су грађани називали јеврејска банка, као и филијала Аустроугарске банке. У току Првог свјетског рата основана је Хрватска банка и штедионица. У међуратном периоду два значајнија носиоца привредног развоја били су Босанско дионичко друштво за искоришћавање дрвета и погон парних пилана "Босна Боа" (основано током Првог свјетског рата) и погон и предузеће самостана Марија Звијезда, који су 1927. прерасли у дионичарско друштво "Трапе Делибашино Село". У вријеме Врбаске бановине дјеловала је Трговинско-индустријска комора (основана 1909. као Трговачко-обртничка комора).Поред постојећих новчаних завода, најзначајније финансијско дјеловање имале су филијале Српске централне банке за БиХ (основана 1912), Државне хипотекарне банке (1922), Муслиманске централне банке за БиХ (1922) и Прве хрватске штедионице (1927). У Бањој Луци почеле су да дјелују филијала Народне банке Југославије (1930), Хрватска задружна штедионица (1935) и Кредитна банка (1938). Прва јавна говорница отворена је 1937. године.
Након Другог свјетског рата дошло је до значајнијег индустријског развоја града. Стари погони ("Бањалучка пивара", Ливница "Јелшинград", Рудник "Лауш", "Фабрика дувана") обновљени су и модернизовани, а основана су и нова предузећа: Грађевинско предузеће "Крајина" (1945), Фабрика обуће "Босна" (1945), Новинско-издавачко предузеће "Глас" (1945), "Електрично предузеће" (1947), Фабрика Домаћих сокова и конзерви "Витаминка" (1948), Дрвна индустрија "Врбас" (1949), Фабрика за електромеханику и електронику "Руди Чајавец" (1950), грађевинска предузећа "Пројект" (1951) и "Пут" (1952), "Бањалучка мљекара" (1953), Фабрика целулозе "Инцел" (основана 1954, а 1958. пуштена у погон), "Сточар" (1956), Творница хидрауличних машина "Универзал" (1956), Ремонтни завод "Космос" (1958), Фабрика сокова "Босанка" (1958; касније преименована у "Фруктона"), "Трудбеник" (1961; од 1971. "Бањалучка индустрија конфекције" - "БЛИК"), а "Јелшинград" је проширен механичком радионицом (1951) из које ће израсти "Творница алатних стројева" ("ТАС"). Изграђена је и жељезничка пруга Бања Лука-Добој (1952), уз коју су настале двије индустријске зоне: око ушћа Врбање и у Рамићима. Државно аутосаобраћајно предузеће за превоз путника (1945), каснији "Аутопревоз", увело је градски аутобуски саобраћај 1953, а шездесетих година то предузеће одржавало је око 90 приградских и међуградских линија. Трговина на велико и мало и даље је била веома заступљена. Бања Лука је била други трговински центар у БиХ. Традиционална пијаца сваког уторка доводила је у град од седам до десет хиљада становника из околних села, па и даљих средина. Међу услужним дјелатностима значајно је било угоститељство. Туризам је био неразвијен и углавном транзитног карактера (пут ка Јадранском мору и другим дестинацијама), а Бања Лука је имала само три хотела - "Босну", "Палас" и "Славију". Поменута предузећа имала су највећи утицај на привредни развој града, па је Бања Лука пред земљотрес 1969, уз Сарајево, Зеницу и Тузлу, била четврти индустријски град у СР БиХ. Кроз ову привредну грану град је остваривао око 45% дохотка (1966). у исто вријеме, у Бањој Луци је регистровано око 300 занатских радњи које су запошљавале до 10% становништва. Оснивана су и занатска предузећа: "1. мај", "29. новембар", "22. децембар", "Слога", "Елмонт", "Квалитет", "Пољоремонт", "Нова радиност". С временом, усљед индустријализације, ослабио је значај занатства, нарочито производног, а неки традиционални занати су нестали. Све то довело је до великог прилива радне снаге и младих у град, па је број становника нагло растао. Прекрет ницу у животу Бање Луке представља земљотрес 1969. године. Индустријски погони претрпјели су велика разарања, а производња је скоро потпуно обустављена. Помоћ Бањој Луци пружила је држава, а солидарност су показале и неке пријатељске земље. Бања Лука је ипак још седамдесетих година почела стагнирати и осјетно заостајати за другим центрима у БиХ. Томе је донекле допринио и земљотрес 1981. године.
Пред распад СФРЈ, Бања Лука је имала око 63.000 запослених (44% укупног становништва), од чега преко 59.000 у државном (друштвеном) сектору; у индустрији је радило 43.5% запослених, у трговини 12.4%, грађевинарству 7%, саобраћају и везама 7%, здравству и социјалној заштити 7%, а у образовању, науци и култури око 5.5%. У исто вријеме, регистровано је око 13.500 незапослених (и 1.7% радно способних). Највећи број радника био је запослен у предузећима: "Руди Чајавец" (преко 10.000 радника), "Инцел" (преко 4.000), те "Јелшинград", АИПК "Босанска Крајина", ГИК "Козара", "Витаминка", "БЛИК", "Фабрика дувана", "Метал", "Енергомонт". Технолошки понос Бање Луке били су: ОУР "Медицинска електроника" (дио предузећа "Руди Чајавец") - производили су пејсмејкере; "ТАС " - извозили су алатне машине и хидрауличне дизалице на најразвијенија тржишта; "Фруктона" - од 1974. производили су сокове пепси; "Космос" - освојили су тржишта намјенске индустрије. У окриљу ових предузећа настајали су и институти и истраживачки центри, носиоци науке и окоснице универзитета у настајању. Град се снабдијевао електричном енергијом из термоелектране "Лауш" (саграђена 1922) и хидроелектране "Бочац" на Врбасу (1981). Дезинтеграција СФРЈ, Одбрамбено-отаџбински рат (1992-1995) и транзиција друштвеног система довели су до даљег слабљења привреде, до социјалног раслојавања и укупне економске нестабилности. Велики системи губили су тржиште, радили са минималним капацитетима и постепено пропадали. Већ 1999. број радника у индустрији био је више него преполовљен, са тенденцијом свођења испод четвртине предратног броја. Промјена власништва у предузећима често је била праћена смањењем па и прекидом производње, промјеном основне дјелатности, негативним пословањем и отпуштањем радника. У новим условима пословања производњу су наставили "Бањалучка пивара", "Витаминка", Дрвна индустрија "Врбас", "Фабрика дувана", "Инцелова" Фабрика папира и папирне конфекције "Целекс" и још неколико предузећа. Након благог привредног раста првих година послије рата, од 2004. забиљежено је углавном континуирано опадање привредне дјелатности и повећање незапослености. Број корисника социјалне заштите порастао је 2010. на око 15.000, а удио активног становништва у укупној популацији пао је на око 20%. Највећа 6аљалучка предузећа 2016. била су : Фабрика обуће "Бема", "Витаминка", "Бањалучка пивара", "Аутопревоз", "Електрокрајина", Фабрика лијекова "Хемофарм", Нова дрвна индустрија "Врбас", "Нови Јелшинград", "Житопродукт", "Интеграл инжењеринг", "Максмара", "Ланако", "Инцел холдинг", "Фабрика дувана", "Поште Српске" и телекомуникациона компанија "Мтел". Бањалучка берза основана је 2001, као прво организовано тржиште хартија од вриједности у БиХ.

## Образовање
У Бањој Луци постоји више државних средњих школа: Гимназија, Медицинска школа, Пољопривредна, Економска, Грађевинска, Угоститељско-трговинско-туристичка, Техничка, Технолошка, Умјетничка, Политехничка и Електротехничка школа „Никола Тесла“, које похађа преко 8.000 ученика.
Бања Лука је и универзитетски град и сједиште највећег универзитета у Републици Српској. Универзитет у Бањој Луци има 17 факултета/академија које похађа преко 16.000 студената. То су:
- Академија умјетности
- Архитектонско-грађевинско-геодетски факултет
- Економски факултет
- Електротехнички факултет
- Машински факултет
- Медицински факултет
- Пољопривредни факултет
- Правни факултет
- Природно-математички факултет
- Рударски факултет
- Технолошки факултет
- Факултет политичких наука
- Факултет физичког васпитања и спорта
- Филолошки факултет
- Филозофски факултет
- Шумарски факултет и
- Факултет безбједносних наука.

Једино Рударски факултет се налази ван Бање Луке.

## Култура
Музеј Републике Српске наслиједио је Етнографски Музеј основан 1930, и проширио своје колекције на поља археологије, историје, историје умјетности и природе. Музеј савремене умјетности Републике Српске, такође познат као и МСУРС, приказује изложбе домаћих и свјетских умјетника.
У Бањој Луци се налазе Народно позориште и Народна библиотека, који датирају из прве половине 20. вијека. Поред Народног позоришта, у Бањој Луци дјелују и Градско позориште Јазавац и Дјечије позориште Републике Српске. Седиште Архива Републике Српске налази се у згради познатој као Царска кућа, саграђена око 1880. године. Она је у континуираној јавној употреби дуже од било које друге грађевине у Бањој Луци.
Један од најпознатијих културних центара Бање Луке је "Бански Двор", изграђен 1930-их као сједиште банова Врбаске бановине.
У граду постоје многа културно-умјетничка друштва, а најпознатија су АНИП "Веселин Маслеша" као носилац највиших признања и одликовања (од којих се истиче Орден Његоша I реда и Златни Грб Града) као и РКУД Пелагић (основано 1927) које је уједно једна од најстаријих институција своје врсте у Босни и Херцеговини.

### Филмови и серије снимани у Бањој Луци
- То топло љето, продукција: РТРС; драма, комедија; режија: Милан Караџић
- Жене, људи и остало, продукција: НТВ Бања Лука; хумористичка серија
- Замало живот, продукција: РТРС; хумористичка серија
- Без пардона, продукција: РТРС; хумористичка серија
- Мејдан Симеуна Ђака, продукција: НТВ Бања Лука; ратни, историјски филм; режија: Петар Зец
- Мотел Нана, продукција: Визарт, Бања Лука; драма; режија: Предраг Велиновић
- Здухач значи авантура, авантуристички филм; режија: Милорад Милинковић
- 32. децембар, продукција: Визарт; драма, романса; режија: Саша Хајдуковић
- Месо, продукција: Босонога, драма; режија: Саша Хајдуковић

## Спорт
Први фудбалски клуб у Бањој Луци био је Крајишник, основан 1919. године. Пет година касније (1924) основан је муслимански Ногометни клуб Прогрес, који је 1928. преименован у Муслимански спортски клуб Змај, а 1930. у Југословенско културно и потпорно удружење Прогрес. Оснивање фудбалских клубова је настављено: Борац (1926), Олимп (1929), БСК (1932), Балкан (1933) и Хајдук (1937). Бања Лука је 1933. имала Бањалучки лоптачки подсавез.
Године 1905. основано је гимнастичко друштво у граду, које је 1907. прерасло у Српско соколско друштво у Бањој Луци. Међу оснивачима српског Сокола 1907. био је и Петар Кочић.. Соколски дом краља Александра Првог Ујединитеља завршен је 1937. године. Први фудбалски стадион, изграђен 1937, назван је Богољуб Кујунџић, по тадашњем бану Врбаске бановине.
Послије Другог свјетског рата, основано је Спортско друштво Борац, са фудбалском, кошаркашком, атлетском и одбојкашком секцијом. Фудбалски стадион добио је име Градски стадион, а Соколски дом преименован је прво у Фискултурни дом, а касније у Дом Друштва тјелесног васпитања Партизан. Године 1952. предратни БСК обновио је рад. Основани су фудбалски клубови Напријед (1951), Омладинац (1969) и Крила Крајине (1994).
Спортска дворана Борик изграђена је 1974. године. Градски олимпијски базен отворен је 2009. године. Значајнији спортски клубови су: Фудбалски клуб Борац (основан 1926), Атлетски клуб Борац (1946), Кошаркашки клуб Борац (1947), Кајак кану клуб Врбас m:tel (1947), Рукометни клуб Борац (1950), Боксерски клуб Славија (1959), Женски кошаркашки клуб Млади Крајишник (1976), Одбојкашки клуб инвалида Бања Лука (1999), Кошаркашки клуб инвалида Врбас (2002) и Рафтинг клуб Кањон (2003). Неке од спортских манифестација које се одржавају у Бањој Луци су: Турнир у малом фудбалу (од 1976), Међународни куглашки турнир (1997), Међународни турнир у сједећој одбојци (2002), тениски турнир АТП челенџер (2002), Међународна бициклистичка трка Бања Лука — Београд (2007), Европски рукометни турнир за млађе категорије ORKA tournaments (2009) и Бањалучки полумаратон (2015).
Бања Лука је била Домаћин Свјетског првенства у рафтингу (2009), Европског падобранског првенства и Свјетског купа (2013), Свјетског купа у кајаку и кануу (2012, 2013), Свјетског првенства у падобранству (2014), Европског првенства у рафтингу (2015), Европског првенства у кајаку и кануу на дивљим водама (2011, 2015), Свјетског првенства у кајаку и кануу на дивљим водама (2016). Била је и један од домаћина Свјетског јуниорског првенства за рукометаше (2013).
Данас Бања Лука има један велики фудбалски стадион и неколико фудбалских терена као и више спортских дворана. Локални рукометашки, кошаркашки и фудбалски клубови носе традиционални назив Борац. Бањалучки фудбалски клубови су Борац Бања Лука (шампиони сезоне 2010/11. Премијер лиге Босне и Херцеговине), БСК Бања Лука, Омладинац Бања Лука (оба у Првој лиги Републике Српске), ФК Напријед Бања Лука и ФК Врбас Бања Лука.
ФК Борац Бања Лука је најпопуларнији фудбалски клуб у Републици Српској. Клуб је у својој историји освојио неколико трофеја као што су они намењени за шампионе Митропа купа, Купа Југославије, Премијер лиге Босне и Херцеговине, Купа Босне и Херцеговине, Прве лиге Републике Српске и Купа Републике Српске. Учествовали су у УЕФА Лиги шампиона и УЕФА Лиги Европе.
Посебно мјесто у бањалучком спорту заузима Рукометни клуб Борац, који је 1976. био првак Европе, европски вицешампион је био 1975. године и побједник ИХФ купа 1991. године. Неопходно је поменути и чувене боксере: Маријан Бенеш је био европски а Антон Јосиповић олимпијски шампион. Кошаркашки клуб инвалида Врбас био је шампион југоисточне Европе.
Тенис је преузео све већу улогу у граду Бања Лука. Локални турнир у тенису, Меморијал Триве Вујића, постао је професионалан и добио АТП статус 2001. године, са рангом Челенџера. Бањалучки Челенџер се одржава у септембру сваке године. Године 2005, Европски шампионат у рафтингу одржан је на ријеци Врбас. Године 2006, мечеви Групе III европске/афричке зоне Дејвис купа одржали су се у граду. Од 2015. године, одржава се и Бањалучки полумаратон.
Током априла 2023. године је завршен и изграђен Национални тениски центар Републике Српске за потребе одржавања професионалног АТП 250 турнира Српска опен 2023. Капацитет централног стадиона је око 6000 места, а овај модерни спортски објекат се налази у оквиру парка Младен Стојановић.
| Бр. | Име и презиме       | Медаља   | Спорт   | Олимпијске игре      |
| --- | ------------------- | -------- | ------- | -------------------- |
| 1   | Томо Кнез           | златна   | фудбал  | Рим 1960.            |
| 2   | Абас Арсланагић     | златна   | рукомет | Минхен 1972.         |
| 3   | Милорад Каралић     | златна   | рукомет | Минхен 1972.         |
| 4   | Добривоје Селец     | златна   | рукомет | Минхен 1972.         |
| 5   | Небојша Поповић     | златна   | рукомет | Минхен 1972.         |
| 6   | Здравко Рађеновић   | златна   | рукомет | Лос Анђелес 1984.    |
| 7   | Златан Арнаутовић   | златна   | рукомет | Лос Анђелес 1984.    |
| 8   | Антон Јосиповић     | златна   | бокс    | Лос Анђелес 1984.    |
| 9   | Слађана Голић       | сребрена | кошарка | Сеул 1988.           |
| 10  | Мерсада Бећирспахић | бронзана | кошарка | Москва 1980.         |
| 11  | Изток Пуц           | бронзана | рукомет | Сеул 1988.           |
| 12  | Ермин Велић         | бронзана | рукомет | Сеул 1988.           |
| 13  | Саша Чађо           | бронзана | кошарка | Рио де Жанеиро 2016. |

### Учесници олимпијских игара рођени у Бањој Луци
- Владимир Турина (1913—1968) — архитектура (посебни програм) ФНРЈ, ЛОИ Лондон 1948.

1. Ото Ребула (1921—2001) — атлетика, десетобој, ФНРЈ, ЛОИ Лондон 1948. и ЛОИ Хелсинки 1952.
2. Томислав Кнез (1935) — фудбал, ФНРЈ, ЛОИ Рим 1960.
3. Велимир Сомболац (1939) — фудбал, ФНРЈ, ЛОИ Рим 1960.
4. Слађана Голић (1960) — кошарка, СФРЈ, ЛОИ Лос Анђелес 1984. и ЛОИ Сеул 1988.
5. Антон Јосиповић (1961) — бокс, СФРЈ, ЛОИ Лос Анђелес 1984.
6. Златан Сарачевић (1961) — рукомет, СФРЈ, ЛОИ Сеул 1988. и Хрватска, ЛОИ Атланта 1996.
7. Ирфан Смајлагић (1961) — рукомет, СФРЈ, ЛОИ Сеул 1988. и Хрватска, ЛОИ Атланта 1996.
8. Александар Кнежевић (1968) — рукомет, СЦГ, ЛОИ Сиднеј 2000.
9. Божидар Јовић (1972) — рукомет, Хрватска, ЛОИ Атланта 1996.
10. Андреј Голић (1974) — рукомет, Француска, ЛОИ Сиднеј 2000.
11. Драган Шестић (1974) — рукомет, Аустралија, ЛОИ Сиднеј 2000.
12. Саша Шестић (1978) — рукомет, Аустралија, ЛОИ Сиднеј 2000.
13. Небојша Голић (1977) — рукомет, СЦГ, ЛОИ Сиднеј 2000.
14. Иван Љубичић (1978) — тенис, Хрватска, ЛОИ Сиднеј 2000. и ЛОИ Атина 2004.
15. Михајло Чепркало (1999) — пливање, БиХ, ЛОИ Рио де Жанеиро 2016.
16. Жељко Панић (1976) — пливање, БиХ, ЛОИ Сиднеј 2000. # 49 и ЛОИ Атина 2004. # 55

## Географија

### Положај
Бања Лука је смјештена на обалама Врбаса, који у овом граду губи особине планинске ријеке и улази у низију на свом путу ка ушћу у Саву. Врбас у Бањој Луци прима притоке Сутурлију, Црквену и Врбању. Средишњи дио града лежи на надморској висини од 163 m и окружен је терцијарним брежуљцима. Град се у почетку развијао низводно од некадашњег Горњег Шехера пратећи ток Врбаса, а стамбена насеља која су се градила послије Другог свјетског рата развијала су се у ширину према брдима која окружују урбано језгро. Бања Лука је посебно изложена ризику од земљотреса, а најснажнији земљотрес у овом граду забиљежен је 27. октобра 1969. године (6,3 рихтера). Први забиљежени већи земљотрес је погодио Бању Луку 1888, а његова магнитуда је износила 5,5 степени Рихтерове скале. Године 1935. потрес је био јачине 5,5 рихтера, а 1981. око 5,4 рихтера.

### Клима
Клима Бање Луке је умјереноконтинентална, уз утицај климе панонског појаса. Средња годишња температура је 10,7 °C, средња јануарска −0,8 °C, док је средња јулска 21,3 °C. Средња годишња облачност износи 62%. Бањолучки крај одликују изразите зиме, топла љета, знатна колебања температуре, те обилне падавине почетком љета. Најчешћи су вјетрови из сјеверног квадранта, а већи дио године у Бањој Луци влада тихо вријеме.
| Клима Бање Луке (1961—2003)                         | Клима Бање Луке (1961—2003) | Клима Бање Луке (1961—2003) | Клима Бање Луке (1961—2003) | Клима Бање Луке (1961—2003) | Клима Бање Луке (1961—2003) | Клима Бање Луке (1961—2003) | Клима Бање Луке (1961—2003) | Клима Бање Луке (1961—2003) | Клима Бање Луке (1961—2003) | Клима Бање Луке (1961—2003) | Клима Бање Луке (1961—2003) | Клима Бање Луке (1961—2003) | Клима Бање Луке (1961—2003) |
| Показатељ \ Мјесец                                  | .Јан.                       | .Феб.                       | .Мар.                       | .Апр.                       | .Мај.                       | .Јун.                       | .Јул.                       | .Авг.                       | .Сеп.                       | .Окт.                       | .Нов.                       | .Дец.                       | .Год.                       |
| --------------------------------------------------- | --------------------------- | --------------------------- | --------------------------- | --------------------------- | --------------------------- | --------------------------- | --------------------------- | --------------------------- | --------------------------- | --------------------------- | --------------------------- | --------------------------- | --------------------------- |
| Апсолутни максимум, °C (°F)                         | 22,3 (72,1)                 | 25,2 (77,4)                 | 27,6 (81,7)                 | 31,4 (88,5)                 | 35,4 (95,7)                 | 39,2 (102,6)                | 41,6 (106,9)                | 41,8 (107,2)                | 40,2 (104,4)                | 34,8 (94,6)                 | 27,1 (80,8)                 | 23,5 (74,3)                 | 41,8 (107,2)                |
| Средњи максимум, °C (°F)                            | 3,7 (38,7)                  | 6,8 (44,2)                  | 12,0 (53,6)                 | 17,2 (63)                   | 22,0 (71,6)                 | 25,0 (77)                   | 27,2 (81)                   | 26,9 (80,4)                 | 23,3 (73,9)                 | 17,4 (63,3)                 | 10,8 (51,4)                 | 5,2 (41,4)                  | 16,5 (61,7)                 |
| Средњи минимум, °C (°F)                             | −4,6 (23,7)                 | −2,3 (27,9)                 | 0,7 (33,3)                  | 4,7 (40,5)                  | 9,0 (48,2)                  | 12,4 (54,3)                 | 13,7 (56,7)                 | 13,3 (55,9)                 | 10,1 (50,2)                 | 5,7 (42,3)                  | 1,6 (34,9)                  | −2,6 (27,3)                 | 5,1 (41,2)                  |
| Апсолутни минимум, °C (°F)                          | −26,4 (−15,5)               | −27,4 (−17,3)               | −18,2 (−0,8)                | −5,9 (21,4)                 | −1,4 (29,5)                 | 0,9 (33,6)                  | 5,3 (41,5)                  | 1,8 (35,2)                  | −1,4 (29,5)                 | −6,0 (21,2)                 | −14,3 (6,3)                 | −20,4 (−4,7)                | −27,4 (−17,3)               |
| Количина падавина, mm (in)                          | 70,5 (27,76)                | 62,6 (24,65)                | 77,7 (30,59)                | 89,2 (35,12)                | 95,7 (37,68)                | 111,8 (44,02)               | 93,6 (36,85)                | 83,6 (32,91)                | 95,0 (37,4)                 | 83,3 (32,8)                 | 97,7 (38,46)                | 88,9 (35)                   | 1.049,6 (413,23)            |
| Извор: Републички хидрометеоролошки завод Бања Лука |                             |                             |                             |                             |                             |                             |                             |                             |                             |                             |                             |                             |                             |

## Туризам
Бања Лука има велики туристички потенцијал, прије свега као највећи центар Републике Српске. У граду је развијен градски, културно-историјски, излетнички, вјерски туризам итд.

### Културно-историјски туризам
- Тврђава Кастел
- Средњовјековни град Звечај
- Српске Топлице
- Зграда старе жељезничке станице
- Средњовјековно утврђење Бочац
- Средњовјековни Гребен
- Споменик Сафикади
- Царски друм
- Зграда Соколског дома
- Хотел Палас
- Господска улица
- Споменик палим Крајишницима на Бањ брду
- Споменик палим борцима ВРС[53]
- Зграда градске палате и Банског двора

### Вјерски туризам
- Саборни Храм Христа Спаситеља
- Црква Свете Тројице
- Манастир Крупа
- Манастир Гомионица
- Зграда Православне Митрополије
- Катедрала Св. Бонавентуре
- Самостан Марија Звијезда
- Ферхат-пашина џамија

### Излетнички туризам
У граду и околини постоји већи број излетишта, туристичких мјеста и рекреационих зона.
У граду:
- Бањ брдо
- Шибови

У околини:
- Слатина - бањско љечилиште и туристичко мјесто
- Туристичко - рекреативни комплекс Мањача
- Етно село-музеј Љубачке долине
- Ранч Чокори
- Камп Олимп
- Туристички комплекс Дубока
- Крупа на Врбасу

## Становништво
|                      | 2013.            | 1991.            | 1981.            | 1971.            |
| Укупно               | 138 963 (100,0%) | 143 079 (100,0%) | 123 937 (100,0%) | 90 831 (100,0%)  |
| Срби                 | 121 185 (87,21%) | 70 155 (49,03%)  | 51 839 (41,83%)  | 41 297 (45,47%)  |
| Бошњаци              | 7 573 (5,450%)   | 27 689 (19,35%)1 | 20 916 (16,88%)1 | 23 411 (25,77%)1 |
| Хрвати               | 4 205 (3,026%)   | 15 700 (10,97%)  | 16 314 (13,16%)  | 17 897 (19,70%)  |
| Неизјашњени          | 2 520 (1,813%)   | –                | –                | –                |
| Остали               | 732 (0,527%)     | 6 890 (4,816%)   | 2 570 (2,074%)   | 2 014 (2,217%)   |
| Југословени          | 615 (0,443%)     | 22 645 (15,83%)  | 30 318 (24,46%)  | 4 606 (5,071%)   |
| Украјинци            | 396 (0,285%)     | –                | –                | –                |
| Црногорци            | 321 (0,231%)     | –                | 695 (0,561%)     | 600 (0,661%)     |
| Босанци              | 317 (0,228%)     | –                | –                | –                |
| Муслимани            | 277 (0,199%)     | –                | –                | –                |
| Непознато            | 232 (0,167%)     | –                | –                | –                |
| Словенци             | 215 (0,155%)     | –                | 456 (0,368%)     | 636 (0,700%)     |
| Роми                 | 129 (0,093%)     | –                | 499 (0,403%)     | 59 (0,065%)      |
| Македонци            | 126 (0,091%)     | –                | 172 (0,139%)     | 177 (0,195%)     |
| Босанци и Херцеговци | 60 (0,043%)      | –                | –                | –                |
| Православци          | 32 (0,023%)      | –                | –                | –                |
| Албанци              | 28 (0,020%)      | –                | 158 (0,127%)     | 134 (0,148%)     |

1. 1 На пописима од 1971. до 1991. Бошњаци су пописивани углавном као Муслимани.

|             | \| Демографија[58] \| Демографија[58] \| Демографија[58] \| \| Година \| Становника \| Становника \| \| --------------- \| --------------- \| --------------- \| \| 1879. \| 9.560 \| \| \| 1885. \| 11.357 \| \| \| 1895. \| 13.566 \| \| \| 1910. \| 14.800 \| \| \| 1921. \| 18.001 \| \| \| 1931. \| 22.165 \| \| \| 1948. \| 31.223 \| \| \| 1953. \| 38.135 \| \| \| 1961. \| 50.650 \| \| \| 1971. \| 90.831 \| \| \| 1981. \| 123.937 \| \| \| 1991. \| 143.079 \| \| \| 2013. \| 135.059 \| \| |            |
| Демографија | |            |
| Година      | Становника | Становника |
| 1879.       | 9.560 |            |
| 1885.       | 11.357 |            |
| 1895.       | 13.566 |            |
| 1910.       | 14.800 |            |
| 1921.       | 18.001 |            |
| 1931.       | 22.165 |            |
| 1948.       | 31.223 |            |
| 1953.       | 38.135 |            |
| 1961.       | 50.650 |            |
| 1971.       | 90.831 |            |
| 1981.       | 123.937 |            |
| 1991.       | 143.079 |            |
| 2013.       | 135.059 |            |

## Мјесне заједнице
Мјесне заједнице:
- Ада
- Борик 1
- Борик 2
- Булевар
- Врбања
- Кочићев вијенац
- Лазарево 1
- Лазарево 2
- Лауш 1
- Лауш 2
- Нова варош
- Обилићево 1
- Обилићево 2
- Паприковац
- Петрићевац
- Побрђе
- Росуље
- Српске топлице
- Старчевица
- Центар 1
- Центар 2
- Чесма
- Мотике

## Архитектура
Најстарије грађевине у Бањој Луци, које су сачувале аутентични изглед, потичу из периода Османског царства. Бања Лука је тада егзистирала као турска тврђава, војнички логор и касаба, насеље подређено стратешким циљевима, без праве традиције европског града. Нагли урбанистичко-архитектонски развој насеља је започео са јачањем хришћанског грађанског слоја на размеђу турске и аустроугарске окупације у 19. вијеку. Грађевине из аустроугарског периода су Бањој Луци дале изглед европског града у општем урбанистичком концепту и у архитектонским и стилским облицима. Неке од најпознатијих грађевина из тог периода су зграде у Господској улици и зграда старе жељезничке станице из 1891. године (данас Музеј савремене умјетности РС). Крајем 19. вијека у Господској улици (улица Веселина Маслеше) подигнут је низ једноспратних неоренесансних зграда, а доцније и зграда са стилским елементима сецесије, намијењених трговини и становању. Већи број ових објеката сачувао се до данас и својим богатим украсима на вијенцима око прозора и балкона и са декоративним торњићима на угловима чини репрезентативну пјешачку зону у средишту града. Данас се у овим објектима дуж Господске улице налазе многе банке и трговачке радње које нуде робу домаћих и свјетских произвођача. Зграда старе жељезничке станице изведена је као монументално здање, са истакнутим средишњим улазом и бочним крилима на којима су такође репрезентативни портали, са лучним отворима богато украшених архиволти у приземљу, наглашеним профилисаним вијенцима и складним ритмом правоугаоних прозора на спрату, док је перонска страна првобитно имала тријем на челичним стубовима са украсним капителима. Грађена је у неоренесансном маниру, а позицијом је омогућила формирање првог градског трга везаног за Царски друм.
Структура и урбана морфологија града настала у периоду аустроугарске окупације била је основа за даљи развој града који је услиједио у периоду Врбаске бановине. У овој фази развоја доминирају нови архитектонски изрази са елементима преузетим из средњовјековног српског градитељства и духа функционализма. Градитељским подухватима из овог периода је заокружена примјена новог урбанизма која је почела у аустроугарском раздобљу, чиме је формиран данашњи европски изглед центра града. У најпознатије репрезентативне јавне објекте Врбаске бановине спадају зграде Градске палате и Банског двора, Палата Републике (тада Хипотекарна банка) и Зграда Народног позоришта РС. Радови на Банском двору почели су у марту 1931, а свечано отварање здања је било 8. новембра 1932. године. Диспозиције овог објекта и Градске палате ријешене су блоковским системом, са свјетларницима уз наглашено централно постављено степениште, смишљено и креативно, са задовољењем свих функција. Габарити обухватају углове улица, код којих се, излазећи фасадама на три стране, формирају затворени блокови. Ово архитектонско рјешење у себи садржи архитектонски израз обједињеног класицизма и елемената српског средњовјековног градитељства, са извученим и наглашеним пиластрима, те са декоративно обрађеним капителима и архиволтама које уоквирују полукружне отворе. Монументални објекат Хипотекарне банке изграђен је 1936. године, а у њему су, поред елемената Баухауса, наглашени и неокласицистички елементи. Двије бронзане фигуре крајишких сељака, које фланкирају репрезентативни портал, израдио је Владимир Загородњук. Од краја априла 2008. године ова зграда постаје Палата предсједника Републике Српске, да би крајем маја исте године била преименована у Палату Републике На земљишту уступљеном од градске општине, у периоду од августа 1933. до септембра 1934. године, према пројекту инж. Јосифа Голднера, изграђена је зграда под називом Дом краља Петра I Великог Ослободиоца (данас зграда Народног позоришта РС) у којој су били смјештени позориште, музеј, друштво „Змијање”, „КАБ”, а од 1935. године и „Народна библиотека Краља Петра I Великог Ослободиоца”. Зграда позоришта из 1934. године је репрезентативно јавно здање, стилски одређено елементима Баухауса, али уз задржавање неких одлика неокласицизма. Зградом позоришта бан Милосављевић заокружио је цјелину осмишљеног градског језгра.

### Вјерски објекти
У Бањој Луци највећи број вјерских објеката имају Српска православна црква, Исламска заједница и Римокатоличка црква. Ту су и сједишта Епархије, Бискупије и Муфтијства бањолучког. Поред објеката три најбројније вјерске заједнице, у Бањој Луци су прије Другог свјетског рата постојала и два јеврејска храма (сефардски и ашкенаски), те једна евангелистичка црква. За вријеме Другог свјетског рата су порушене православне цркве у граду, а за вријеме рата у БиХ на овом подручју су срушене џамије и неке католичке цркве. Већина њих је обновљена или је њихова обнова у току.
Највише џамија изграђено је у 16. и 17. вијеку, а најпознатија међу њима је Ферхат-пашина џамија (Ферхадија). Најпознатија православна црква у Бањој Луци је Саборни храм Христа Спаситеља, а од римокатоличких цркава највећи значај за вјернике али и за развој Бање Луке и околине имао је трапистички Самостан Марија Звијезда.
Црква Христа Спаситеља је изграђена у српско-византијском стилу, који се на Балкану јавља у архитектонској пракси крајем 19. и почетком 20. вијека. Срушена је у Другом свјетском рату, а обнова је почела тек 1992. Зидана је травертином, вулканским каменом са Блиског истока. На фасади храма налазе се портали, розете, стубови, крстови, бифоре и архиволте рађене од карарског бијелог мермера. Стубови (шест великих и четири мала) направљени су од гранита из мјеста Ђадоне (Сардинија). Иако њена унутрашњост још увијек није уређена, данас црква Христа спаситеља архитектонски представља једну од најљепших и највећих православних грађевина на Балкану. Приликом обнове храма 1992. године, одлучено је да исти буде посвећен Христу Спаситељу, а да у складу с тим крсна слава града буде Спасовдан.
Ферхат-пашина џамија или Ферхадија је изграђена 1579. у класичном османском стилу. У својој дугој историји више пута је била оштећена и реновирана. Најозбиљнија оштећења претрпјела је у земљотресу 1969. године. Тада јој је поломљен минарет, али је темељно рестаурирана и осликана. У рату (1992—1995), заједно са осталих 15 бањолучких џамија била је потпуно срушена, а до данас је обновљена и свечано отворена маја 2016. године. Овде се налази и Ферхат-пашина библиотека у Бањалуци.
Самостан Марија Звијезда је основан 1869. године. Старохришћански и романички елементи обликују огроман простор тробродне базилике на тачно промишљен, оригиналан начин, с обзиром на то да је средишња лађа дугачка шездесет, а широка десет метара. Унутрашњост самостана одликује се смислом за уређење простора, њежним колоритом и необично умјетничким уобличењем.

## Споменици и скулптуре
Неки од најпознатијих споменика и скулптура у Бањој Луци су Споменик Петру Кочићу, Споменик Топола ужаса, Споменик Дванаест беба и Скулптура „Мир”. Споменик књижевнику и народном трибуну Петру Кочићу (1877—1916) налази се у Градском парку. Аутори споменика су Антун Аугустинчић и Вања Радауш. Постављен је и свечано откривен 6. новембра 1932. године. Споменик Топола ужаса се налази на Тргу жртава Јасеновца испред зграде Народне скупштине Републике Српске у центру Бање Луке. Подигнут је у знак сјећања на жртве усташког логора смрти Јасеновац. Споменик Дванаест беба се налази испред Музеја савремене умјетности Републике Српске. Подигнут је 2008. године у знак сјећања на 12 беба, страдалих 1992. године. Скулптура мира постављена је поводом осамнаесте годишњице од потписивања Дејтонског споразума. Ради се о челичној скулптури у облику голуба који симболично шири крила ка слободи. Скулптура је дјело Миливоја Унковића а налази се у парку поред зграде Владе РС.

## Партнерски градови
- Београд, Србија, од 2003.[69]
- Нови Сад, Србија, од 2006.[69]
- Сремска Митровица, Србија[69]
- Патра, Грчка, од 1995.[69][70]
- Москва, Русија, од 2003.[69]
- Кајзерслаутерн, Немачка, од 2003.[69]
- Лавов, Украјина[69]
- Крањ, Словенија, од 1965.[69]
- Кампобасо, Италија[69]
- Бари, Италија[69]
- Битонто, Италија[69]
- Модин, Израел, од 2010.[69]
- Грац, Аустрија
- Вестерос, Шведска, од 1969.
- Земун, Србија
- Фокшани, Румунија, од 2012.

## Галерија
- Господска улица
- Централна градска улица
- Дио централне пјешачке зоне, познат као "Паркић"
- Трг Крајине, централни градски трг
- Народно позориште Републике Српске
- Културни центар "Бански двор"
- Кућа Милановића из 1893, нови културни центар у граду
- Пословна зграда "Екватор" на улазу у центар града
- Саборна црква Христа спаситеља
- Споменик Петру Кочићу
- Споменик палим борцима у НОБ-у
- Споменик "Топола ужаса"
- Споменик Кулину бану
- Споменик краљу Стефану Твртку I Котроманићу
- Спомен плоча мајору Милану Тепићу у улици која носи његово име
- Градски мост / мост Патре
- Ријека Врбас и тврђава Кастел
- Тврђава Кастел
- Ноћни поглед на ријеку Врбас и тврђаву Кастел
- Ферхат-пашина џамија
- Црква Свете Тројице са зградом Митрополије
- Економска школа
- Кућа Ристе Трифковића (бивше сједиште Уставног суда)
- Зграда Народне скупштине Републике Српске
- Зграда Уставног суда Републике Српске
- Аеродром Бања Лука
- Парк књиге
- Парк ослобођења, изграђен на мјесту суђења жртвама Велеиздајничког процеса
- Каскадна фонтана која симболизује ријеку Врбас
- Фонтана у парку "Младен Стојановић"
- Главна шеталишна стаза у парку "Младен Стојановић"
- Пјешачка зона уз ријеку Врбас, насеље Обилићево
- Шеталиште уз ријеку Врбас